# Astracantha cymbibracteata
Astracantha cymbibracteata là một loài thực vật có hoa trong họ Đậu. Loài này được (Huber-Mor. & Chamberlain) Podl. miêu tả khoa học đầu tiên năm 1983.